# محمد المصطفي ولد أحمدو
محمد المصطفي ولد أحمدو هو الأمين العام لرابط العلماء في ولاية لعصابة، ولد عام 1936 في ضواحي كيفه، منطقة اعيون أهل عيسي بوب، المعروفة (بالغرد) بلدية انواملين، إمام وخطيب جامع التقوى في كيفه، متفرغ للفتوي والتدريس في محظرته.

## نسبه
محمد المصطفي ولد أحمد بن سيد المختار بن محمد بن عبدي بن الطالب أحمد بن محمد بن عيسى بوبة بن محمد بن المختار بن بابا المصطف فهو بذلك من أهل بابا المصطف الأمسمي نسبة إلى مدرسة مسومه.

## حياته العلمية
حفظ القرآن ودرس علومه من (رسم، وضبط، ومقرأ) فأخذ الإجازة، ثم درس الفقه والأصول وتبحر في القضاء درس (رسالة أبي زيد القيرواني، ومختصر خليل، وتكميل المنهج لمياره، ومراقي السعود لسيد عبد الله بن الحاج إبراهيم، والتحفة في القضاء، ولامية الزقاق) ثم درس اللغة والنحو (ألفية ابن مالك، ولامية الأفعال، والأجرومية، وملحة الإعراب)، ودرس السيرة والأدب، اشتهر في ميدان القضاء بأحكامه الجريئة وبتولي القضايا العويصة الشائكة كلحوق النسب، والتركات، والدماءات والحدود، وقد نال ما يعرف في القانون الموريتاني للقضاء (بالشرفية) لأول مرة في تاريخ القضاء في موريتانيا، ومؤداها حسب التنظيم القضائي الاحتفاظ ببعض الامتيازات من قبيل:
الحصانة القانونية، الاحتفاظ بالبطاقة الشخصية، والزي الرسمي، والحضور للمحاكم وقت المناسبات عند الرغبة والجلوس مع القضاة المساوين له في الدرجة، وجواز دبلو ماسي.

## شيوخه
أخذ العلم علي يد شخصيات علمية معروفة في القطر الموريتاني من أمثال
1. أحمد بن محمد عبد الله الأمسمي،
2. عبد الرحمن ولد سيدي عالي القلاوي،
3. محمد يبر ولد أحمد ولد بيه الاميسمي
4. السالك ولد البشير
5. سيدي المختار ولد محمد عبدي.

## طلابه
للشيخ طلاب كثيرون درسوا عليه اللغة والفقه والقرآن، وتأثروا بزهده وبسلوكه ومنهجه الوسطي فأصبح منهم القضاة، والمدرسون، وشخصيات علمية أخري من أمثال:
1. القاضي سيدي محمد ولد أبابي، (متقاعد، متفرغ لتدريس العلوم الشرعية)
2. والقاضي ساليمو ولد أبوه، رئيس محاكم الشغل في موريتانيا، وقاضي في دولة قطر.
3. والقاضي الداه ولد سيدي يحيى، رئيس محكمة الأستئناف في نواذيبو.
4. وابنه القاضي محمد ولد محمد المصطفي، رئيس محكمة ولاية النعمة.
5. والأستاذ محمد أحمد ولد سيدي يحيى،
6. والأستاذ سليمان ولد محمد عبد الله،
7. والشيخ الحسن ولد أحمد حمادي،
8. والشيخ ولد احميند وار،
9. والأستاذ محمد المختار ولد المصطفي، أستاذ في المدرسة العليا للتعليم، وأحد كتاب (موسوعة أعلام العلماء والأدباء العرب والمسلمين) الصادرة عن المنظمة العربية للتربية والثقافة والعلوم.

وطلاب آخرون.

## تولي القضاء
تولي القضاء هو وزميلاه: محمد سالم ولد المحبوبي، ومحمد ولد يوسف، سنة (1974م)
وشغل المناصب التالية:
رئيس محكمة لكصر نواكشوط،
ثم رئيس محكمة مونكل،
ثم رئيسا لمحكمة كنكوصة، وبعد اعلان تطبيق الشريعة رسميا بصدور القانون رقم (13 يونيو 1980) وفي فترة ازدهار القضاء المعاصر في موريتانيا، حيث طبقت الشريعة الإسلامية ورجعت للقضاء مكانته وللقاضي هيبته، أيام حكم الرئيس محمد خونه ولد هيداله، انتدب لرئاسة المحكمة الجنائية في كيفه فطبق الحدود وأقام العدل بين الناس، وقد كانت المحاكم الجنائية في موريتانيا آن ذاك ثلاثة في نواكشوط وانواذيبو وكيفه،
ثم رئيسا للمحكمة الإقليمية في سيلبابي، ثم رئيسا لمحكمة الاستئناف في كيفه.
وفي سنة (1987م)، وبعد قرار توحيد القضاء خضع وزملاءه القضاة لتدريب في المدرسة الوطنية للإدارة وكان ترتيبه الثاني.

## مؤلفاته
- ألف رسالة في المجال القضائي تحت عنوان توضيح الأسباب والطرق لثبوت النسب وهي لتبيين مسائل قضائية كانت قائمة في المحاكم الموريتانية آن ذاك.
- كتاب نوازل فقهية.
- أحصت له دار الثقافة والتراث ما يزيد عن (60) كتابا نقلها بخط يده منها مايزيد عن (500) صفحة.

## قيل عنه
يعد من علماء موريتانيا الورعين الزاهدين ذكره المختار بن حامد في موسوعته حياة موريتانيا ضمن رجال أهل بابا المصطف في معرض حديثه عن مدرسة مسومة قال: ««* سيدي محمد بن سيد المختار بن محمد بن عبدى ت حول 1380 هـ * أحمد أخو سابقه وابنه محمد المصطفى المعاصر.»».